# Göran Sundholm
Göran Oskar Sundholm, född 6 augusti 1936 i Helsingfors, är en finländsk kemist.
Sundholm blev teknologie doktor 1969. Han arbetade 1960–1963 som forskare vid Alko Ab och 1963–1969 som assistent vid Tekniska högskolan, där han var biträdande professor 1971–1976 och professor i fysikalisk kemi och elektrokemi 1976–2000; gästforskare vid University of Southampton 1969–1970, 1982, 1984, 1986 och 1990.
Sundholm var 1972–1988 docent i fysikalisk kemi vid Helsingfors universitet och 1998–2002 gästprofessor vid Kungliga tekniska högskolan i Stockholm. Han har företagit forskningsresor till USA, Sovjetunionen och Frankrike.
Han är författare till omkring 150 vetenskapliga artiklar som berör elektrokemiska egenskaper hos elektroder, hos gränsytor mellan vätskor och hos membran för polymerelektrolytbränsleceller. 
Han är make till kemisten Franciska Sundholm.